# شناوتسر

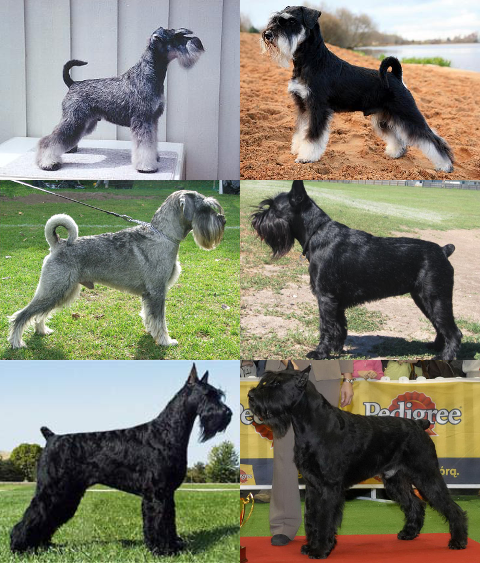
كل من الشَّنَوْزَر العملاق والعادي والمُنمنم.

كلب أخطم أو الشَّنَوْزَر أو شناوتسر أو شناوز (بالألمانية: Schnauzer)، ويُلفظ بالألمانية [ˈʃnaʊtsɐ] هو سلالة كلب نشأ في ألمانيا خلال القرنين الخامس عشر والسادس عشر. اشتق اسمه من اللغة الألمانية شناوتس أي خطم، ذي الصلة بشناوتسبات، وشناوربارت أي الشوارب؛ نظرًا للحيته المُميزة جدًا التي تبدأ من الجزء العلوي من الخط في هذه السلالة. وكان يتم تربيتهم للصيد والمطاردة.

## التاريخ
نشأ كلب الشَّنَوْزَر في فورتمبيرغ في جنوب غرب ألمانيا، وترجع أصوله القديمة إلى بعض كلاب العصور الوسطى مثل كلب الرعاة وبعض كلاب الرعاة المحليين. عادةً ما كان يُستخدم كلب الشَّنَوْزَر المُنمنم في جنوب ألمانيا لمطاردة الفئران، مما أكسبه لقب صائد الفئران.
في أصول السلالة قديمًا، كان يُصنف كل من الشَّنَوْزَر والبنشر كنوع واحد من نفس السلالة، إلا أنه كان يُميزهما بنية وشكل الشعر. وفي وقت لاحق، انفصل النوع العادي عن هذه السلالة، حيث عُرف بالشعر الخشن، ليُصبح في بادئ الأمر روجير بنشر ثم الشَّنَوْزَر بعد ذلك. وتم إدراج هذا الكلب عام 1895 تحت اسم بنشر ذي الشعر الخشن، حيث الشعر الكثيف والخشن في مظهره الخارجي وعلى ساقيه ولحيته وحاجبيه.

## الوصف
كان من السهل إدراج هذا النوع في الحياة الأسرية، حيث كان يتصرف بشكل جيد مع الأطفال والكلاب الأخرى، شريطة أن تكون اجتماعية وتم تدريبها بشكل جيد. وتتميز بطبعها الواقي والحيوي وتُوقظ أفراد الأسرة تجاه أي خطر مُحتمل. وذلك، يجعله كلب حراسة ذو طبيعة ممتازة، إلا أن ذلك يجلعه ينبح باستمرار. ولتجنب إزعاج الجيران والأشخاص حولهم، كان لازمًا على أصحاب هذه الكلاب بذل جهد كبير لأجل وقف نباحها بصورة مفرطة عبر التدريب الجيد. ولذلك، يُنصح بالتدريب والتنشئة الاجتماعية للكلب في سن مُبكرة عبر تقديم وافر التدريبات اليومية.
تتكيف الأنواع العادية والمُنمنة، بشكل جيد، على الحياة في الشقة، شريطة أن تتلقى التمشية مرة أو اثنين في اليوم. فيما لا تستطيع الأنواع العملاقة التكيف على هذا الأمر كونها مُفرطة الحركة وتحتاج إلى مساحة أكبر.
تتميز هذه السلالة بالرأس الطويلة الممدودة التي تكسوها الشعر الكثيف والحواجب الكثة والكثيفة والآذنان الصغيرة والذيل القصير والشعر الخشن عادةً.

## الحجم
تُقسم أندية الكلاب هذذا النوع على حسب الحجم:
- يتم تصنيف الشَّنَوْزَر العملاق[18] ضمن الفريق العامل، على الرغم من إمكانية تحولهم إلى حيوانات منزلية، إلا أن يُمكن هذه الكلاب على الرعي والحراسة والحماية والخدمة.[19]
- يتم تصنيف الشَّنَوْزَر العادي[20] ضمن الفريق العامل، على الرغم من إمكانية تحولهم إلى حيوانات منزلية، إلا أن يُمكن هذه الكلاب على الرعي والحراسة والحماية والخدمة.[21]
- يتحول كلب الشَّنَوْزَر المُنمنم[22] إلى كلب منزلي مثالي، وينضم إلى سلالة كلب الترير.[23]

### الألوان
هناك ستة أصناف ذات ألوان مُعترف بها من قبل أندية مربي الكلاب الدولية:
- لون الملح والفلفل أي (الأبيض والأسود مع اللون الرمادي) وهو الذي يُرى من بعيد وكأنه رمادي اللون مع علامات بيضاء، ولكن في حقيقة الأمر، لا ينتج هذا اللون من الرمادي ولكن من اللون الأسود القاني مع بعض الشُعيرات ذات اللون الأبيض والرمادي التي تظهر في نفس بصيلات الشعر تلك.
- الأسود والفضي
- الأسود الخالص
- الأبيض النقي
- الرمادي والأبيض
- الأسود والأبيض